# Ghirone
Ghirone is een plaats en voormalige gemeente in het district Blenio dat behoort tot het kanton Ticino. Ghirone heeft 40 inwoners.

## Geschiedenis
De plaatsnaam Ghirone werd in 1200 geschreven als Agaironno. In 1334 verwierf de Abdij van Disentis alle rechten over de gronden om en in Ghirone. Ghirone lag ook in de gemeente Aquila Ghirone is in 1853 een eigen gemeente geworden.
Op 22 oktober 2006 is de gemeente gefuseerd samen met de andere gemeenten Aquila, Campo, Olivone en Torre en hebben de gemeente Blenio gevormd.

## Bezienswaardigheden
- Parochie kerk Santi Martino - Giorgio in (Baselga)
- Knekelhuisje
- In Aquilesco retorica San Rocco
- In Cozzera retorica San Bernardino da Siena
- Greina-Ebene
- Stuwdam Lago di Luzzone

## Galerij

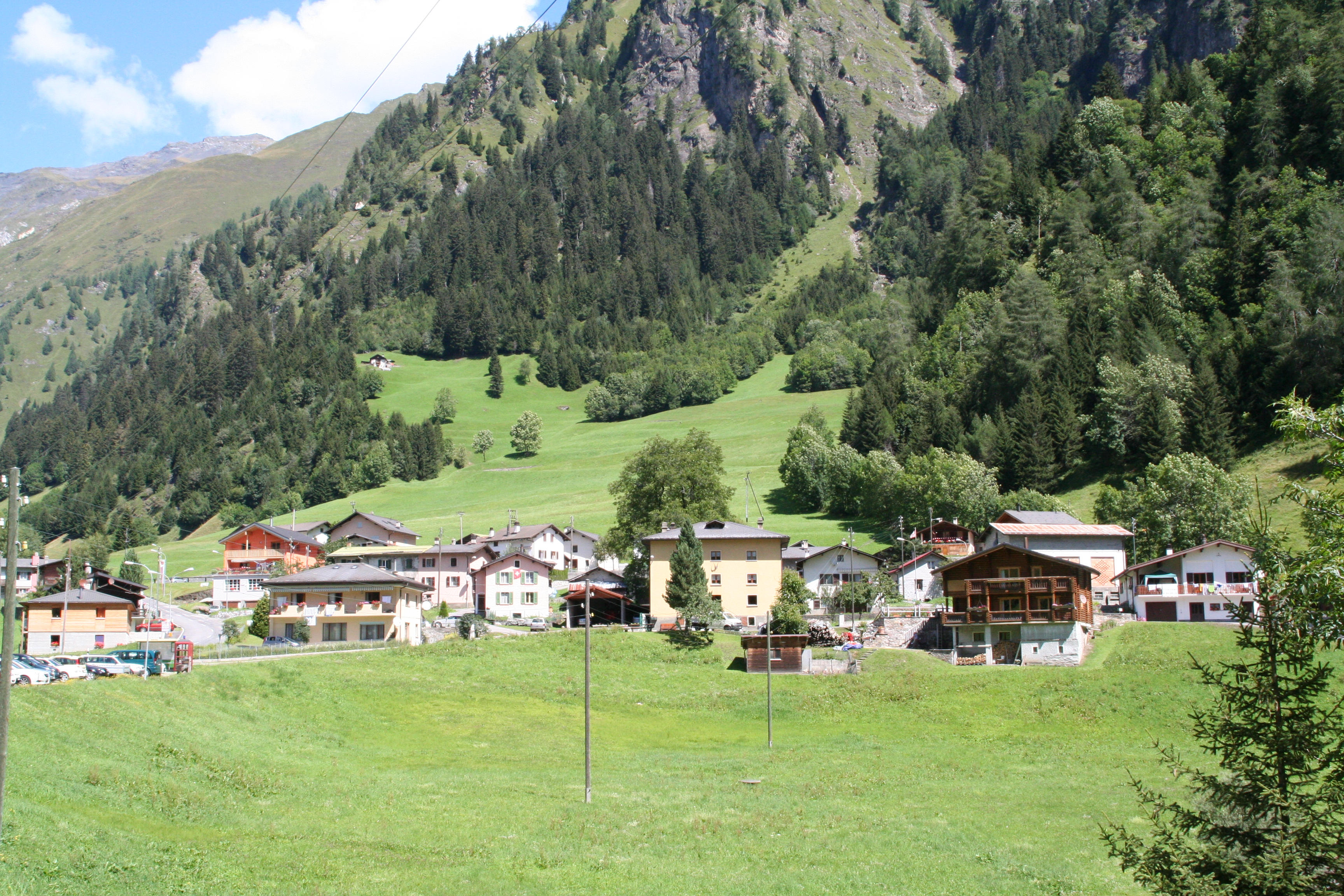
Ghirone
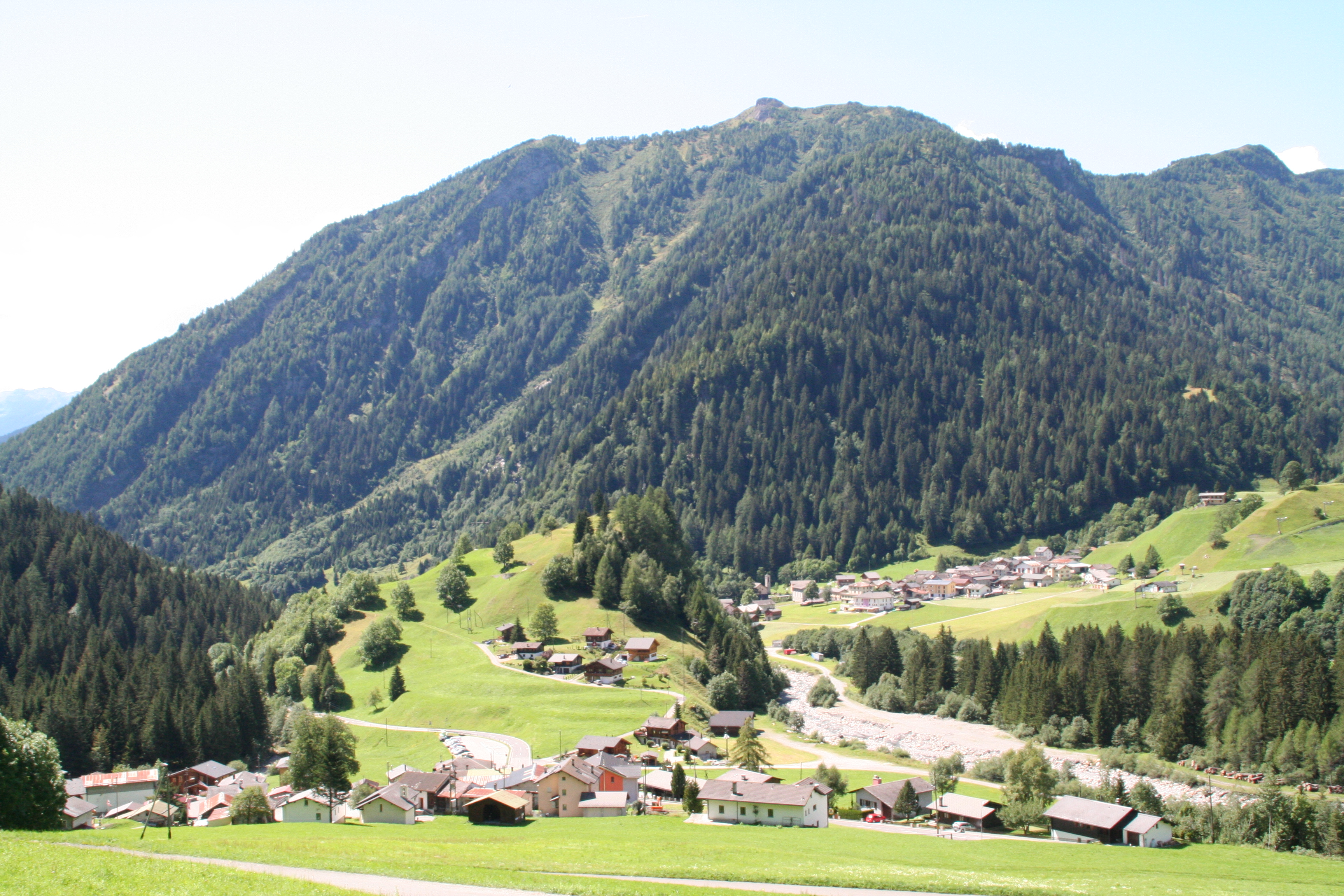
Ghirone

- Gemeinsame Normdatei: 4764835-1
- Historisch woordenboek van Zwitserland: 002053
- Library of Congress Control Number: n2005017501
- Nationale Bibliotheek van Israël: 987007482537105171
- Virtual International Authority File: 152652849